# Генрієтта Александріна Нассау-Вайльбурзька
Генрієтта Александріна Нассау-Вайльбурзька (нім. Henriette Alexandrine von Nassau-Weilburg, повне ім'я Генрієтта Александріна Фредеріка Вільгельміна Нассау-Вайльбурзька нім. Henriette Alexandrine Friederike Wilhelmine von Nassau-Weilburg; 30 жовтня 1797 — 29 грудня 1829) — принцеса Нассау-Вайльбурзька, донька герцога Нассау-Вайльбурга Фрідріха Вільгельма та Луїзи Ізабелли Кірхберг, дружина герцога Тешину Карла.

## Біографія
Генрієтта народилася 30 жовтня 1797 у палаці Ермітаж поблизу Байройта. Вона була третьою дитиною та другою донькою в родині герцога Нассау-Вайльбурга Фрідріха Вільгельма та його дружини Луїзи Ізабелли Кірхберг. Дівчинка мала старшого брата Вільгельма та молодшого — Фрідріха. Старша сестра Августа померла до її народження.

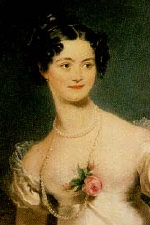
Генрієтта близько 1815 року

У віці 17 років Генрієтту видали заміж за 44-річного «героя Асперну», ерцгерцога Австрійського Карла Людвіга. Наречені познайомилися того ж року в Майнці, де Карл був губернатором. Підписання шлюбного контракту відбулося 15 вересня  1815. Церемонія вінчання пройшла у Вайльбургу 17 вересня. Це був перший шлюбний союз католицьких Габсбургів із представниками протестантських династій. Подружнє життя виявилося щасливим та гармонійним.
За десять місяців після весілля народилась їхня перша донька. Всього ж у пари було семеро дітей
Генрієтта ввела в Австрії традицію прикрашати різдвяну ялинку запаленими свічками, оскільки до цього в католицькій країні такого звичаю не було. У 1816 році на Різдво у Відні була встановлена перша така ялинка.
Спеціально для принцеси в одній з міських церков Відня була додана особиста брама (так звані ворота Генрієтти), оскільки протестантам не можна було заходити до католицьких костьолів з вулиці.
Для молодої дружини ерцгерцог вирішив збудувати літню резиденцію на природі поблизу Бадена. Перший камінь було закладено 13 вересня 1820 року, і наступного Різдва Карл подарував Генрієтті замок Вайльбург. Надалі сім'я проводила там теплу пору року. Взимку мешкали у віденських апартаментах принца. Родинне життя протікало у тихому усамітненні.
У лютому 1822, після смерті прийомного батька Альберта Саксонського, Карл отримав Тешинське герцогство, а Генрієтта стала герцогинею.
Вона померла молодою, заразившись скарлатиною від дітей, що ускладнилася запаленням легень. Герцогині не стало в ніч з 28 на 29 грудня 1829 року.
Її поховали у імператорському склепі Капуцинеркірхе у Відні, де вона стала єдиною спочилою протестанткою. На протест католицької церкви імператор Франц II відповів: «Вона перебувала між нами, коли вона була жива, щоб бути і серед мертвих також».
Чоловік пережив її на 18 років і пішов з життя у похилому віці. Більше він не одружувався.

## Вшанування пам'яті
У 2009 році у Донауштадті на її честь було названо дорогу  Henriette-von-Nassau-Weg.

## Родина

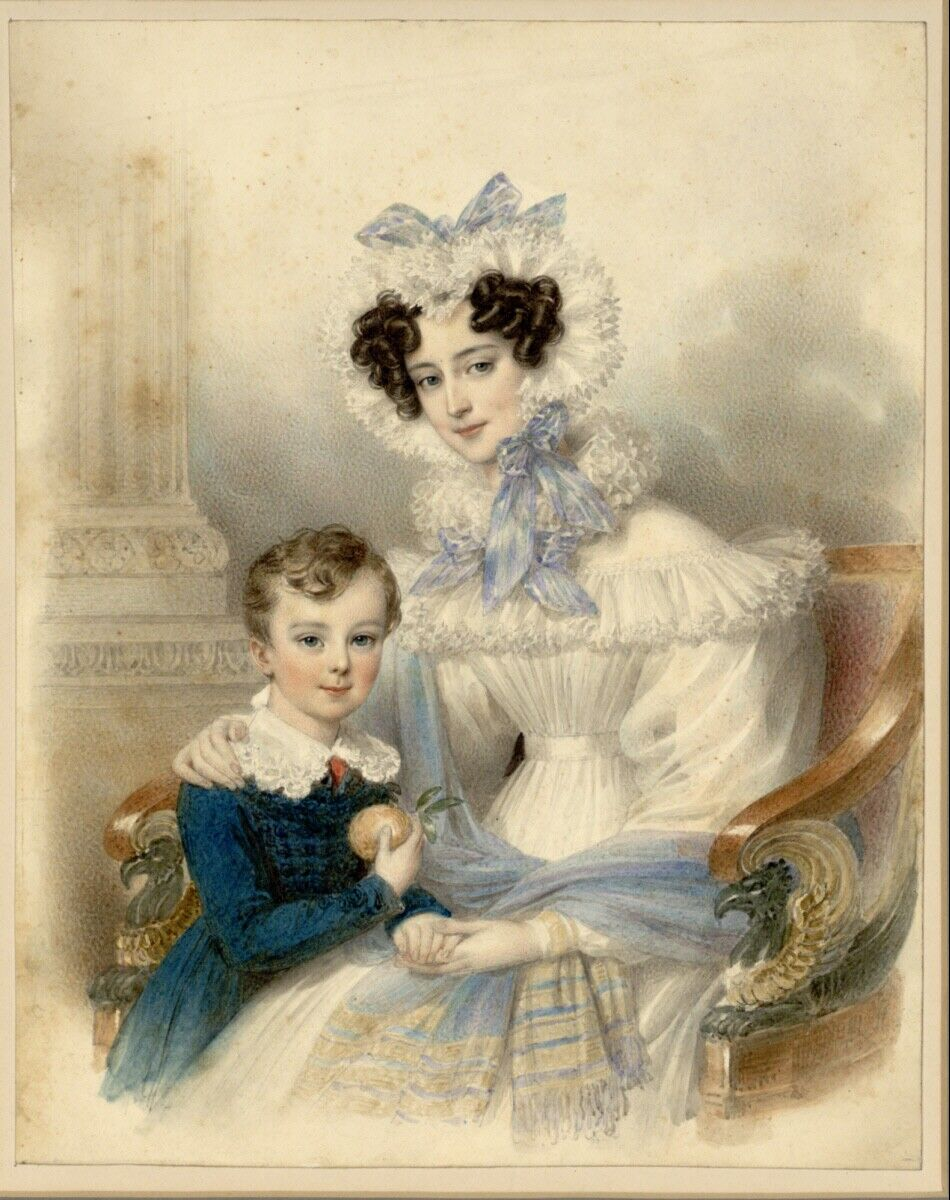
Генрієтта зі старшим сином

Чоловік — Карл Тешинський, ерцгерцог Австрії (1771-1847)
Діти:
- Марія Тереза (1816—1867) — дружина короля Обох Сицилій Фердинанда II, мала дванадцятеро дітей;
- Альбрехт (1817—1895) — герцог Тешену у 1847—1895 роках, був одружений з Гільдегардою Баварською, мав трьох дітей;
- Карл Фердинанд (1818—1874) — генерал кавалерії, був одруженим з Єлизаветою Францискою Австрійською, мав шестеро дітей;
- Фрідріх (1821—1847) — командувач ВМС Австрійської імперії, помер від жовтухи у 26 років, одруженим не був, дітей не мав;
- Рудольф (25 вересня—11 жовтня 1822) — помер немовлям;
- Марія Кароліна (1825—1915) — дружина ерцгерцога Австрійського Райнера Фердинанда, дітей не мала;
- Вільгельм (1827—1894) — великий магістр Тевтонського ордену у 1863—1894 роках, одруженим не був.